# Michał Korypił
Michał Korypił – pisarz grodzki żytomierski w 1630 roku.